# Columna del Rosal
La Columna Del Rosal fue una unidad de milicias republicana compuesta por milicianos de la Confederación Nacional del Trabajo y creada durante la guerra civil española. De corta existencia, luchó en la Zona Centro.

## Historial de operaciones
Su nombre se debe al coronel Francisco del Rosal Rico, quien estaba al mando de la misma. Iban en la columna el propio Del Rosal, además de Cipriano Mera o Eusebio Sanz. 
El 27 de julio salen para Somosierra y Paredes de Buitrago las primeras milicias de la CNT, que eligen para comandarlas al coronel retirado Del Rosal. Teodoro Mora haría de delegado de milicias de la CNT, aunque posteriormente se añadiría Cipriano Mera. Estaría combatiendo hasta primeros de agosto, cuando se estabiliza el frente. En esta parte del frente estaban los pantanos que proporcionaban agua a Madrid, por lo que eran estratégicos.
A mediados de agosto, ante la tremenda embestida de las columnas del Ejército de África, la columna es enviada a reforzar la defensa del valle del Tajo. Se colocará en el flanco derecho del militar republicano López Tienda, que tendrá los batallones confederales Mora, a cargo de Teodoro Mora y organizado por el Ateneo del Puente de Toledo, Orobón Fernández mandado por Miguel Arcas, organizado por el Ateneo Libertario de Tetuán de las Victorias, y el batallón Ferrer, mandado por Cayuela. 
Esta columna llegará hasta Navamorcuende y combatirá en el valle del Tiétar. El 20 de agosto estará en este frente hasta que se hunde con la toma de Talavera de la Reina el 6 de septiembre. La columna sufre numerosas bajas, de los mil combatientes con los que parte de Madrid regresan solamente 250. Entre los muertos está Teodoro Mora, que dirigía un batallón. Se le envían refuerzos desde Madrid. Con los refuerzos, muchas veces improvisados y mal organizados, que la columna recibe, organizan los siguientes batallones: Francisco Ferrer, Orobón Fernández, Manuel Pau, Noi del Sucre, Bakunin y Rafael Casado. Manuel Pau y Rafael Casado son los dos primeros muertos de la columna en Paredes de Buitrago. También se le envían varias centurias de la Columna Tierra y Libertad, que viene desde Cataluña para reforzar la defensa de Madrid. La columna es retirada del frente el 15 de septiembre con numerosas bajas.
En octubre fue asignada al frente de Teruel. La integran ocho centurias (800 hombres) de la columna Tierra y Libertad, el batallón Mora con 650 hombres, el batallón Juvenil Libertario con otros 650, el batallón Orobón Fernández con 600, y el batallón Ferrer con otros tantos. En total 2.300 combatientes. Estaba comandado por el teniente coronel Del Rosal y con Cipriano Mera de delegado de milicias, el jefe del Estado Mayor era el cenetista Antonio Verardini. La columna participó en acciones en la sierra de Albarracín, aunque sin poder tomar Teruel. Pasará todo el mes de octubre en este frente. Una parte de la columna (1.000 hombres) volverá a Madrid cuando la ciudad sea cercada por las tropas nacionales en noviembre de 1936.
El día 8, llegan a Madrid estas milicias a cargo de Cipriano Mera. Se han presentado 250 voluntarios de cada uno de los cuatro batallones de la columna, que completa una columna de 1.000 hombres. Se la pone a cargo del comandante Miguel Palacios. En el frente de Madrid será conocida como Columna Palacios (mientras que la que queda en el frente de Teruel seguirá siendo Columna Del Rosal), y será dividida en dos batallones (al mando de Manuel Arenas y Manuel Domínguez). Fueron situadas entre el puente de San Fernando, al norte del Manzanares, y Puerta de Hierro. Entraron en combate el día 9, recuperando algo de terreno. Sin embargo, tuvieron 350 bajas en un solo día. El día 10 la columna volvió a atacar. El 11 de noviembre hacen retroceder cuatro kilómetros a Regulares y legionarios, causándoles 200 bajas y capturando material de guerra. Pero para el 13, de los 1.000 que eran en la columna quedaban 400. Ambos jefes de batallones cayeron en estos días. Reciben el refuerzo de dos compañías de carabineros y la Organización les enviará otros 600 cenetistas voluntarios.

### Militarización
Con la formación del Ejército Popular Regular, la Columna fue disuelta y convertida en unidad militar. Entonces pasó a ser la Brigada X. Más tarde, en diciembre, sería renombrada como la 39.ª Brigada Mixta al mando del comandante Miguel Palacios, parte de la 14.ª División comandada por Cipriano Mera. Otras secciones fueron la base para la creación de las brigadas mixtas 60.ª y 61.ª, que quedaron integradas en la 42.ª División.
A pesar de ser buen militar, Del Rosal sufrió un gran descalabro en el Ejército del Centro que le condujo al ostracismo. En cambio Cipriano Mera logró ascender en el ejército hasta el grado de teniente coronel, solo superado por los comunistas Modesto y Líster. Llegó a mandar el IV Cuerpo de Ejército.